# Le Pouzin
Le Pouzin ist eine französische Gemeinde mit 2893 Einwohnern (Stand 1. Januar 2022) im Département Ardèche in der Region Auvergne-Rhône-Alpes; sie gehört zum Arrondissement Privas und zum Kanton Le Pouzin. Die Bewohner werden Pouzinois und Pouzinoises genannt.

## Geographie
Le Pouzin liegt am rechten Ufer der Rhone und damit an der Grenze zum Département Drôme.  Die nächstgrößte Stadt ist Montélimar in 20 Kilometern Entfernung. Die Ouvèze mündet in der Ortslage in die Rhone.

## Bevölkerungsentwicklung
| Jahr                       | 1962 | 1968 | 1975 | 1982 | 1990 | 1999 | 2006 | 2016 |
| Einwohner                  | 2633 | 2555 | 2628 | 2720 | 2693 | 2704 | 2668 | 2861 |
| Quellen: Cassini und INSEE |      |      |      |      |      |      |      |      |

## Sehenswürdigkeiten
Le Pouzin ist bekannt für seine Brücke aus Römerzeit sowie das angrenzende Flusstal der Ouvèze.